# Diocesi di Ceo
La diocesi di Ceo (in latino Dioecesis Ceaensis) è un'antica sede vescovile in Grecia; è sede titolare della Chiesa cattolica con il nome di Cea.

## Storia
La diocesi comprendeva le tre isole greche di Ceo, Citno e Sifanto nel mare Egeo.
È incerto quando fu eretta la diocesi greca, che non appare in nessuna delle Notitiae Episcopatuum prima della seconda metà del XII secolo e primo vescovo noto è Tommaso, il cui sigillo vescovile è datato tra XI e XII secolo.
Le isole furono conquistate dai veneziani all'inizio del XIII secolo, che le tennero fino al 1537, quando furono conquistate dagli Ottomani. In una lettera del 13 febbraio 1209, papa Innocenzo III confermò la giurisdizione del nuovo arcivescovo latino di Atene sulle diocesi greche a lui sottomesse, tra cui quella di Ceo. Tuttavia solo attorno al 1330 Ceo fu dotata di un vescovo di rito latino.
Sede vacante dal Seicento fu dapprima unita alla diocesi di Milo e poi soppressa.
Tuttavia, dopo la fine dell'occupazione veneziana sulle isole, sembra che Citno e Sifanto abbiano continuato ad avere un vescovo residenziale di rito latino, almeno per un certo periodo nel corso del XVII secolo: sono quattro i prelati menzionati da Eubel tra il 1617 e il 1650 circa. La sede è nota nelle fonti ecclesiastiche come Thermiensis seu Firminiensis, nomi diversi con cui è conosciuta l'isola di Citno. Sull'isola di Sifanto si trovava la cattedrale, dedicata a Sant'Antonio abate.
Dal 1933 Ceo è annoverata tra le sedi vescovili titolari della Chiesa cattolica con il nome di Cea; la sede è vacante dal 4 marzo 1966.

## Cronotassi

### Vescovi di Ceo
- Nicolò I †
- Pietro II, O.P. † (17 novembre 1350 - ? deceduto)
- Princivalle, O.F.M. † (29 maggio 1370 - ? deceduto)
- Simone da Arezzo, O.F.M. † (16 giugno 1376 - ?)
- Giorgio †
- Francesco Andrea da Venezia, O.F.M. † (6 luglio 1422 - ? deceduto)
- Francesco Barberi † (circa 1435 - circa 1445 deceduto)
- Francesco III, O.F.M. † (9 giugno 1445 - 30 aprile 1453 nominato vescovo di Nasso e Paro)
- Giovanni di Sicilia, O.F.M. † (29 novembre 1454 - ? deceduto)
- Nicolò II † ?
- Pietro II †
- Gómez † (24 maggio 1498 - ?)
- Giorgio Barozzi † (? deceduto)
- Giovanni Zotto † (6 febbraio 1520 - ?)
- Dionisio Zannettini, O.F.M. † (8 febbraio 1529 - 11 dicembre 1538 nominato vescovo di Milopotamo)
- Costantino Giustianiani, O.P. † (27 agosto 1540 - 1546 deceduto)
- Giovanni de Gaona, C.R.S.A. † (19 febbraio 1546 - ?)
- Giacomo Rocca † (dopo il 1550)[4]

### Vescovi di Thermia
- Pietro Pitarca, O.F.M. † (26 giugno 1617 - 1622 deceduto)
- Cristoforo Carletti, O.F.M. † (29 maggio 1622 - 1625 dimesso)
  - Sede vacante (1625-1634)
- Giacomo della Rocca † (25 settembre 1634 - 1644 deceduto)
- Giovanni Camponeschi, O.F.M. † (19 dicembre 1644 - 22 giugno 1654 nominato vescovo di Mottola)

### Vescovi titolari
- James Thomas O'Dowd † (22 maggio 1948 - 4 febbraio 1950 deceduto)
- José Clemente Maurer, C.SS.R. † (1º marzo 1950 - 27 ottobre 1951 nominato arcivescovo di Sucre)
- Venceslao Nazzareno Ponti, O.F.M.Cap. † (26 aprile 1952 - 29 giugno 1952 deceduto)
- Lawrence Bernard Brennan Casey † (10 febbraio 1953 - 4 marzo 1966 nominato vescovo di Paterson)